# Bellavista (les Franqueses del Vallès)
Bellavista és el més nou dels 5 pobles que formen el municipi de les Franqueses del Vallès. Es troba entre el municipi franquesí i Granollers, amb qui comparteix l'estació de tren de les Franqueses - Granollers Nord. La majoria de la població de Bellavista provenen del sud de la Península Ibérica. El mercat del poble és el dimecres, i ocupa la meitat del carrer Aragó començant des de l'estació de tren. Bellavista va aparèixer pels volts de 1975 i va créixer ràpidament fins a ser durant uns anys el nucli més poblat de les Franqueses. El 2022 tenia 8.802 habitants.